# یواس‌ان‌اس پومروی (تی-ای‌کی‌آر-۳۱۶)
یواس‌ان‌اس پومروی (تی-ای‌کی‌آر-۳۱۶) (به انگلیسی: USNS Pomeroy (T-AKR-316)) یک کشتی است که طول آن 950 ft می‌باشد. این کشتی در سال ۲۰۰۱ ساخته شد.